# قبرستان حسن‌آباد تل کمین
قبرستان حسن‌آباد تل کمین مربوط به دوره قاجار است و در شهرستان مرودشت، روستای حسن‌آباد تل کمین واقع شده و این اثر در تاریخ ۲۲ مرداد ۱۳۸۴ با شمارهٔ ثبت ۱۳۳۴۴ به‌عنوان یکی از آثار ملی ایران به ثبت رسیده است.